# 144 (nombre)
Cet article concerne le nombre 144. Pour l'année, voir 144.
144 (cent quarante-quatre) est l'entier naturel qui suit 143 et qui précède 145.

## En mathématiques
Cent quarante-quatre est :
- une douzaine de douzaines, ou une grosse,
- le 12e nombre de Fibonacci et le plus grand à être aussi un carré parfait : 144 = 122
- un nombre Harshad,
- le plus petit nombre dont la puissance cinquième est la somme d'au-moins quatre (plus petites) puissances cinquièmes (1445 = 275 + 845 + 1105 + 1335), ce qui infirme une conjecture d'Euler,
- un nombre qui est divisible par la valeur de son indicatrice d'Euler φ(144) = 48,
- un nombre hautement totient, puisqu'il y a 21 solutions pour l'équation φ(x) = 144 (où φ est l'indicatrice d'Euler ou fonction totient), soit plus que pour tout entier naturel strictement compris entre 0 et 144,
- le plus petit nombre à être six fois brésilien (ou 6-brésilien) avec 144 = 9915 = 8817 = 6623 = 4435 = 3347 = 2271.

## Dans d'autres domaines
Cent quarante-quatre est aussi :
- le n° de modèle de l'avion Tupolev Tu-144.
- années historiques : -144, 144.
- le numéro d'urgence sanitaire suisse.
- la fréquence de base (en MHz) de la bande des 2 mètres utilisée par les radioamateurs.
- Ligne 144 (Infrabel).
- Religion, christianisme : 144 est un nombre sacré faisant référence à la Jérusalem céleste haute de 144 coudées dans l'Apocalypse.
- Architecture : Selon les études de Stefaan Van Liefferinge (université de Géorgie) et Stephen Murray (université Columbia), 144 est un nombre de référence utilisé dans l'architecture des cathédrales d'Amiens et de Beauvais qui mesurent respectivement 144 pieds romains et 144 pieds de Roi sous voûte.
- EMA 144 (exponential moving average 144) : une moyenne mobile exponentielle utilisée en analyse technique boursière.